# Wong Ka Kui
Wong Ka Kui (en chino tradicional, 黃家駒; en chino simplificado, 黄家驹, cantonés: Wong Ka-Kui) (Hong Kong, 10 de junio de 1962 - Tokio, Japón, 30 de junio de 1993)  fue un músico, actor, letrista, cantante y compositor de Hong Kong. Fue cofundador de la banda de rock Beyond , donde fue el vocalista principal, guitarrista rítmico y compositor principal. Su hermano Wong Ka Keung es el bajista de la banda y ocasionalmente vocalista principal. Era conocido por su voz distintivamente ronca y su notable voz hueca.

## Vida y carrera

### Vida temprana
Wong creció en So Uk Estate , Sham Shui Po . Wong fue introducido a la música europea y estadounidense por un compañero de escuela en sus primeros años de secundaria. Más tarde se hizo fan de David Bowie .
Alrededor de los 15 años, Wong aprendió a tocar la guitarra por sí mismo después de adquirir una guitarra acústica de segunda mano por un vecino. Compró una guitarra eléctrica de segunda mano, una Fender Stratocaster roja . Sus principales instrumentos fueron la serie Stratocaster tocada en estudios, entregas de premios y conciertos.
Wong trabajó en varios trabajos, incluido ser asistente de oficina, mecánico, decorador de escenografía para una compañía de televisión después de graduarse de la escuela secundaria. [1] También era vendedor en la misma compañía de seguros del baterista Yip Sai Wing .

### La formación de Beyond
En 1980, Wong conoció al baterista Yip Sai Wing como amigo a través del jefe de una compañía de pianos. Con el guitarrista principal William Tang (鄧 煒 謙) y el bajista Lee Wing Chiu (李榮 潮), se convirtieron en la formación temporal de la banda. En 1983, la banda se inscribió y participó en un concurso de "Guitar Magazine" bajo el nombre de banda "Beyond". Tang creó el nombre con el propósito de trascender sus niveles musicales. Después de unirse al bajista Wong Ka Keung en 1984 y al guitarrista principal Paul Wong en 1985, la banda celebró su primer concierto Waiting Forever (永遠 等待 演唱 會), en el que financiaron con su propio dinero el Instituto Caritas de Educación Comunitaria .
En 1986, Lau Chi Yuen (劉志遠) se unió a la banda como guitarrista principal y tecladista del primer álbum de Beyond, Goodbye Ideals (再見 理想) y el cassette Waiting Forever (永遠 等待), que Beyond financió por ellos mismos. Hasta que con la ayuda del manager Leslie Chan (陳健 添), las imágenes y la música de Beyond se hicieron más aceptadas por el público. La banda luego firmó un contrato con el sello del manager, KINN's MUSIC LTD. En 1987, Beyond lanzó el álbum Arabian Dancing Girls (亞拉伯 跳舞 女郎) y Modern Stage (現代 舞台) al año siguiente.

### 1988-1991: primer éxito, Cinepoly Records y preocupaciones sociales
En 1988, Más allá fueron recomendados por Leslie Chan a Cinepoly titular 's Chan Siu Po (陳少寶). La banda firmó un contrato con el sello e hizo el álbum Secret Police (秘密 警察). En 1988, Beyond ganó premios en Jade Solid Gold Best Ten Music Awards Presentation por una de las canciones del álbum "The Grand Earth (大地)". En 1989, la banda ganó premios por la canción "Truly Love You" (真的 愛 你) del álbum Beyond IV en Jade Solid Gold Best Ten Music Awards Presentation y ambos premios RTHK Top 10 Gold Songs Awards . En 1990, Beyond ganó premios por la canción "Glorious Years (光輝歲月)". Wong también ganó "el premio a la mejor letra" (最佳 填詞 獎) individualmente.
De 1990 a 1991, Beyond prestó más atención a los problemas sociales y los eventos en curso en todo el mundo. La música y la letra de la canción "Glorious Years" (光輝歲月) fue creada durante la visita de Wong a Nueva Guinea en 1990 y es un tributo al ex presidente sudafricano Nelson Mandela . En 1991, la banda visitó Kenia y fue testigo de la extrema pobreza y la miseria allí. Wong se iluminó nuevamente para escribir música y letras en la canción "Amani" del álbum Hesitation (猶豫). A su regreso, se escribieron varias canciones que abordan los graves problemas de África . La Fundación Beyond Third World se creó el mismo año con los beneficios de la redistribución de un álbum antiguo.

### Carrera en Japón
Al darse cuenta de la restricción de la música original en Hong Kong, Beyond decidió redirigir su carrera a Japón. En enero de 1992, Beyond firmó un contrato de gestión mundial con el sello discográfico japonés Amuse. Durante el año, lanzaron un álbum llamado Continue the Revolution (繼續 革命). En mayo de 1993, Beyond regresó a Hong Kong con un nuevo álbum Rock and Roll (樂 與 怒). El trabajo característico de Wong " Boundless Oceans, Vast Skies " (海闊天空) ganó el premio a la Mejor Canción Original en Hong Kong. Antes de regresar a Japón, Beyond realizó conciertos en vivo sin conexión en Hong Kong y Malasia , que fueron el último concierto de Beyond con Wong Ka Kui.

## Muerte
Beyond emigró a Japón en 1992 para continuar con su negocio en la industria musical. El 24 de junio de 1993, Beyond participó en la filmación de un popular programa de juegos japonés "Ucchan-nanchan no yarunara yaraneba" (ウ ッ チ ャ ン ナ ン チ ャ ン の や る な ら や ら ね ば!) En el estudio de Fuji Television para promocionar su nuevo disco. Se produjo un accidente 15 minutos después de que comenzara el espectáculo. El piso del escenario era muy estrecho y resbaladizo, Wong se cayó de la plataforma con uno de los presentadores, Teruyoshi Uchimura, mientras el programa estaba al aire. Wong Ka Kui cayó 2,7 metros al suelo, donde aterrizó de cabeza y entró en coma inmediatamente. [2]Wong fue trasladado de urgencia al hospital, pero debido a las lesiones traumáticas en la cabeza que sufrió, se dijo que el hospital había operado con cautela, pero en realidad, nunca lo operaron y dijeron que esperarían a que se despertara.
El 26 de junio, varios fanáticos de la música de Beyond se reunieron en el estacionamiento de la estación de Commercial Radio Hong Kong para orar por él. Mientras Wong permaneció en el hospital, la compañía de gestión japonesa de la banda contrató a un maestro de Qigong para curar su lesión, pero terminó sin ningún progreso. Seis días después, a las 16.15 horas, en el Hospital Universitario de Medicina de Mujeres de Tokio, el 30 de junio de 1993, un representante japonés anunció la muerte de Wong en una conferencia de prensa. La procesión fúnebre de Wong provocó que el tráfico en varias calles importantes de Hong Kong se detuviera. Muchos cantantes famosos de Hong Kong Cantopop estuvieron presentes para presentar sus respetos. Wong fue enterrado en Tseung Kwan O cementerio permanente de China . Su lápida está hecha de mármol blanco y tiene la imagen de una guitarra.

## Legado
La canción " Boundless Oceans, Vast Skies " fue escrita por Wong y ha sido un himno de la música rock cantonesa y una de las canciones más emblemáticas de Beyond .
A partir de diciembre de 2007, Radio Television Hong Kong (RTHK) lanzó una serie documental llamada "A Legend Never Dies", con Roman Tam , Anita Mui , Leslie Cheung , Teresa Teng , Wong Ka Kui y Danny Chan . El episodio de Wong fue transmitido por TVB el 26 de enero de 2008. El episodio etiquetó a Wong Ka Kui como "El manantial de agua de la industria musical de Hong Kong".
El 8 de noviembre de 2005, la oficina de correos de Hong Kong lanzó una colección de sellos llamada "Hong Kong Pop Singers". Wong fue uno de los cinco cantantes cuyas imágenes se imprimieron en sellos.
En una votación realizada por Sina China en 2007, Wong fue una de las celebridades más perdidas junto con Leslie Cheung y Anita Mui . Hay muchas canciones de homenaje dedicadas a él, como "The Champion of Love" de la banda de rock Bakufu-Slump, "Him" de la banda de rock Soler , "Wish You Well" de su hermano Wong Ka Keung , "Paradise" de Beyond , "Combat durante veinte años" de Beyond y "The Story" de Paul Wong.
Durante un concierto de Beyond en 2003, Wong resucitó en forma de una proyección de video de tamaño real, junto a los miembros restantes de la banda mientras cantaban la canción "Combat for veinte años" en memoria de él 10 años después de su muerte. [4]
El asteroide 41742 Wongkakui fue nombrado en su memoria el 29 de mayo de 2018.

## Música
| Year | Album                       | Single                               | Other Role     |
| ---- | --------------------------- | ------------------------------------ | -------------- |
| 1983 | Hong Kong                   | "Mansion" (大厦)                     | Vocals         |
| 1983 | Hong Kong                   | "Brain Attack" (腦部侵襲)            |                |
| 1986 | "Goodbye Ideals" (再見理想) | "Goodbye Ideals" (再見理想)          | Lyrics, Vocals |
| 1986 | "Goodbye Ideals" (再見理想) | "Fly Beyond the Hard Sea" (飛越苦海) | Lyrics, Vocals |
| 1986 | "Goodbye Ideals" (再見理想) | "Acoustic Guitar" (木結他)           |                |
| 1986 | "Goodbye Ideals" (再見理想) | "Dead Romance (Part I)"              | Lyrics, Vocals |
| 1986 | "Goodbye Ideals" (再見理想) | "Dead Romance (Part II)"             | Lyrics, Vocals |
| 1986 | "Goodbye Ideals" (再見理想) | "Old Footprints" (舊日的足跡)        | Vocals         |
| 1986 | "Goodbye Ideals" (再見理想) | "Myth"                               | Vocals         |
| 1986 | "Goodbye Ideals" (再見理想) | "Waiting Forever" (永遠等待)         | Lyrics, Vocals |
| 1986 | "Goodbye Ideals" (再見理想) | "Long Way Without Friends"           | Lyrics, Vocals |
| 1986 | "Goodbye Ideals" (再見理想) | "Last Man Who Knows You"             |                |
| 1986 | "Goodbye Ideals" (再見理想) | "Who Is Brave" (誰是勇敢)            | Vocals         |
| 1986 | "Goodbye Ideals" (再見理想) | "Giant" (巨人)                       | Vocals         |

## Filmografía
- Sworn Brothers (1987)
- No Regret (1987)
- The Black Wall (1989)
- The Fun, the Luck & the Tycoon (1989)
- Happy Ghost IV (1990)
- Beyond's Diary (1991)
- The Banquet (1991)
- Cageman (1992)